# Valles Pasiegos
Valles Pasiegos è una comarca della Spagna, situata nella comunità autonoma della Cantabria.